# 김석우
김석우(한국 한자: 金錫佑, 1983년 5월 6일 ~ )는 대한민국의 전 축구 선수이자 현재 축구 지도자로 선수로 활동할 당시 포지션은 수비수였다.